# Poisoux
Poisoux era una comuna francesa, que estaba situada en el departamento de Jura, de la región de Borgoña-Franco Condado. 

## Historia
En 1973 pasó a ser una comuna asociada de la comuna de Val-d'Épy, asociación que duró hasta el uno de enero de 1978.

## Demografía
| Gráfica de evolución demográfica de Poisoux entre 1800 y 1968 |
|                                                               |

Los datos demográficos contemplados en este gráfico de la comuna de Poisoux, se han cogido de la página francesa EHESS/Cassini.